# Screen International
Screen International é uma revista cinematográfica ligada ao mundo cinematográfico internacional. É publicada pela Media Business Insight, uma empresa de mídia B2B britânica. A revista como é atualmente foi fundada em 1975, e seu site, Screendaily.com, foi criado em 2001. A Screen International também produz publicações diárias em festivais de cinema e também sobre negócios em Berlim, na Alemanha; Cannes, França; e Toronto e Ontário, Canadá.